# ورد النيل العثكولي
ورد النيل العثكولي (الاسم العلمي:Eichhornia paniculata) هو نوع من النباتات يتبع جنس ورد النيل من الفصيلة البونتديرية.